# Jean-Charles Joseph Aubin
Jean-Charles Joseph Aubin (1747-1829), né et mort à Saint-Omer (Artois, Pas-de-Calais), est un ecclésiastique de la fin du XVIIIe siècle et du début du XIXe. Il est principalement connu pour avoir été le premier bibliothécaire de la bibliothèque de la ville de Saint-Omer. Les collections se composent alors de 15 423 ouvrages (dont environ 4 000 « doubles et dépareillés » qui furent vendus par la suite). Dès juillet 1799 Aubin, s’attelle à la réalisation du catalogue et à trier, classer et ordonner ce fonds exceptionnel.

## Biographie
Jean-Charles Joseph Aubin nait à Saint-Omer, paroisse Sainte-Marguerite, le 21 février 1747. Baptisé le lendemain, il est le fils de Jean Aubin, « maçon de style », et de Marie Catherine Blanchet (Blachet ?).
Il fait ses études au collège Saint-Bertin à Saint-Omer, se familiarise avec la vie monastique sous l'abbé Charles de Gherboode d'Espaing, puis entre chez les bénédictins de la congrégation de Saint-Maur à l'abbaye Saint-Ouen de Rouen. Il y devient sous-prieur et bibliothécaire. Il exerce la fonction de bibliothécaire dans l'abbaye pendant plus de vingt ans. Pendant cette période, il se rend dans les principales bibliothèques de Paris pour observer leur organisation.
La Révolution française, en abolissant les congrégations religieuses en 1790 (Histoire des congrégations chrétiennes en France), l'oblige à quitter le couvent malgré ses protestations. Il revient dans sa ville natale, après avoir été un temps professeur à l'école militaire, et pour vivre, et entretenir sa mère âgée et sa sœur infirme, y tient un petit pensionnat, ouvert dans l'enceinte de l'abbaye de Saint-Bertin alors à l'abandon. Il se propose de s' y livrer à l'éducation.
Sa nomination en tant que bibliothécaire de Saint-Omer va lui assurer un revenu modeste (six cents francs) puis en 1813, huit cents, et plus tard mille francs mais certain, et arrive ainsi à le sortir d'une situation difficile et précaire.
Il travaille à la bibliothèque jusqu'en 1827, date à laquelle il donne sa démission (il a 80 ans).
Jean-Charles Joseph Aubin meurt à Saint-Omer le 5 septembre 1829, à l'âge de 82 ans. Appelé « Mr» sur l'acte de décès, ce qui n'est pas courant, les témoins qui déclarent son décès sont journaliers et ne savent pas signer.

## Bibliothécaire de Saint-Omer

### Le fonds de la bibliothèque de Saint-Omer
En 1792, à la suite de la suppression des ordres monastiques, les livres et manuscrits des communautés religieuses de l'Audomarois sont confisqués et en l'absence de directives précises, sont entassés dans une salle de l'ancienne abbaye de Saint-Bertin. Au total, il s'agit d'environ quarante mille volumes et manuscrits provenant de cette abbaye, du chapitre de la cathédrale et d'autres fonds, comme celui de l'abbaye de Clairmarais. Environ 34.000 volumes seront envoyés au front pour être transformés en gargousses (poches à poudre), le constitue le noyau historique de la bibliothèque d'étude. 
Sont ainsi rassemblés 887 Manuscrits ( IXe siècle–XVIIIe siècle) dont 549 provenant de l’abbaye de Saint-Bertin, 116 manuscrits de l’abbaye cistercienne de Clairmarais, 35 autres qui arrivent du chapitre de la cathédrale Notre-Dame de Saint-Omer, dont une vie de saint Omer (Audomar de Thérouanne) enluminée au XIe siècle, ou encore de l'abbaye Sainte-Aldegonde de Longuenesse, et du couvent des Dominicains de Saint-Omer. S'y trouvent également environ 150 incunables (1450-1500), dont un tome de la célèbre Bible de Gutenberg à 42 lignes. Ce patrimoine conséquent compte encore une première édition du théâtre complet de Shakespeare identifiée en 2014 parmi ses pièces majeures. À cet ensemble remarquable s'ajoute les différents ouvrages imprimés des congrégations religieuses évoquées, dont « la superbe bibliothèque de Saint-Bertin…pour la richesse de ses manuscrits et le grand nombre de ses livres et volumes en tout genre,...une des plus amples et considérables de la France ». De plus y avaient été conservés durant la révolution les livres des déportés (condamnés à la déportation pour incivisme par le tribunal révolutionnaire).

### Premier Bibliothécaire de la bibliothèque municipale
Un décret du 27 janvier 1794 ordonne que dans chaque district soit formé un dépôt littéraire ou bibliothèque publique. Dès cette année la Municipalité décide de créer une bibliothèque d'étude, mais hésites encore sur le lieu où l'instaler.
Il est prévu de transférer les ouvrages dans une grande salle du 1er étage de l'ancien collège des Jésuites wallons, mais celui-ci étant alors transformé en caserne, ils demeurent dans les greniers de l'ancien collège de Saint-Bertin. Un ancien oratorien Spitallier est désigné comme bibliothécaire, sans qu'il puisse agir efficacement : en 1795, il se plaint des ravages causés par les souris et les rats dans les livres restés en monceaux.
En 1798, sous l'influence de Pierre Daunou, une école centrale du département du Pas-de-Calais est créée à Boulogne-sur-mer, en application d'un décret de fin 1795. Consécutivement, en 1799, le bibliothécaire Jean-Baptiste Isnardi parcours  les bibliothèques de la région pour enrichir la bibliothèque de l'établissement. A Saint-Omer il prélève 85 manuscrits parmi les plus remarquables du point de vue du décor, et 500 imprimés, soit vingt-cinq caisses. Cette action provoque l'irritation de la municipalité de Saint-Omer qui décide de créer sa propre bibliothèque et entreprend les démarches utiles à cette fin, en luttant d'abord contre le projet de répartir le fonds de Saint-Omer entre plusieurs villes du département.
L'abbaye de Saint-Bertin étant en cours de démantèlement, la ville décide le déplacement des ouvrages et des boiseries de la bibliothèque de l'abbaye dans la salle déjà prévue en 1794 , le 2 mars 1799. Le transport terminé le 5 juillet, après cent six voyages en voiture, elle nomme le même jour le bibliothécaire en titre. Jusqu'à cette date, n'avaient été désignées que des personnes chargées, dès 1794, de faire un tri parmi les ouvrages, notamment pour désigner ceux à fournir à l'arsenal à fin de faire des gargousses, l'imprimeur-libraire François Bouviers de Corbeille, et l'ancien oratorien Spitallier qui n'avait pu vraiment agir.
Le 5 juillet 1799, la ville décide d'utiliser l'expérience de bibliothécaire de Jean-Charles Joseph Aubin, présenté « comme un citoyen instruit dans la partie bibliographique et reconnu pour avoir toutes les qualités requises pour en exercer dignement les fonctions », et lui confie la bibliothèque de la ville, le tout étant dans le désordre le plus complet.
Jean-Charles Joseph Aubin, « professionnel de qualité » accomplit un énorme travail de tri et classement : il aménage les locaux, rédige le catalogue, met en ordre les collections, après un premier classement, range les livres sur les rayons. Il lui faut « tirer du chaos et de la poussière », tous les livres entassés à la suite du transfert de 1799. En 1803, on lui donne un sous-bibliothécaire pour l'aider dans sa tâche immense.
Le labeur qui va l'occuper vingt-deux ans est la rédaction du catalogue de la bibliothèque, qu'il faut sans cesse reprendre au fur et à mesure de l'avancée du travail.
Il se donne à son emploi jusqu'au 31 janvier 1827, date de sa démission, et facilite la tâche de ses successeurs : il est légitimement considéré comme le créateur de la bibliothèque de Saint-Omer.
Grâce à son action, la bibliothèque de la ville a pu ouvrir au public en 1805.

## Œuvre
Jean-Charles Joseph Aubin s'est attelé pendant toute la durée de ses fonctions à rédiger le catalogue de la bibliothèque, soit trois gros volumes. Il suit l'ordre du classement des libraires de Paris, le troisième volume étant consacré aux livres imprimés dans le XVe siècle. Il escompte pouvoir le publier grâce à un financement par la ville pour payer l'imprimeur mais ne l'obtient pas. Il remet alors son manuscrit à la municipalité qui, par une délibération du 14 mai 1823 en ordonne le dépôt à la bibliothèque publique. Le conseil municipal lui octroie en même temps une indemnité de mille deux cents francs et le préfet lui fait également un don, au titre du département. L'auteur effectue son don à la municipalité avec une dédicace dans laquelle il présente son travail et le système de classement adopté. Le catalogue lui-même est précédé d'une « Préface ou Avis préliminaire », où l'auteur expose dans quel esprit il a conçu le catalogue (présentation des livres, courte analyse de ceux-ci, ordre des matières).
Le titre qu'il a donné à son œuvre, datée de 1823, reflète l'ampleur de la tâche accomplie :
Catalogue raisonné des livres imprimés de la bibliothèque de Saint-Omer, suivi du catalogue des manuscrits disposés par ordre de matières de facultés, suivant le système bibliographique de Debure par Jean-Charles Joseph Aubin, ancien bénédictin de la congrégation de St Maur, et bibliothécaire de la ville de Saint-Omer.

## Hommages
- Jean-Charles Joseph Aubin est fait bibliothécaire honoraire de la ville de Saint-Omer, avec maintien d'une partie de son traitement, lors de sa démission[28].
- Par la suite, son nom est donné par tradition (mais non de façon officielle) à la bibliothèque patrimoniale de l'actuelle bibliothèque de l'agglomération[29].